# Miró (pel·lícula)
Miró és una pel·lícula biogràfica de 2023 dirigida per Oriol Ferrer i protagonitzada per Eduardo Lloveras en el paper de Joan Miró i per Aida Folch com a Pilar Juncosa. Es va estrenar el 26 d'abril de 2023 simultàniament a TV3 i À Punt, i el 29 d'abril a IB3 Televisió. Es tracta d'una producció de Setmàgic Audiovisual en coproducció amb TV3, que compta amb la participació d'IB3.

## Sinopsi
La pel·lícula narra la història d'un jove artista tranquil i tenaç anomenat Miró, que va haver d'emigrar de la Barcelona grisa i conservadora a una París culturalment vibrant en un període turbulent ple de guerres per trobar un lloc on expressar-se. A la pel·lícula, els espectadors veuen Miró corrent cap al llegendari Bar Marsella al carrer Sant Pau, que s'ha convertit en un lloc de trobada temporal per als surrealistes de París, i trobant-se amb André Breton, André Masson, Ernest Hemingway, Tristan Tzara i Dora Bianka. Miró fa una declaració memorable en aquella trobada, dient: "Només tinc un propòsit... Assassinar la pintura!".

## Repartiment
- Eduardo Lloveras com a Joan Miró
- Aida Folch com a Pilar Juncosa
- Pau Roca com a Pablo Picasso
- Òscar Rabadán com a Miquel Miró
- Lluïsa Mallol com a Dolors Ferrà
- Mel Salvatierra com a Maria Dolors Miró
- Olivier Barrette com a André Breton